# Dominantna jedinka
Dominantnu ili alfa jedinku u svojoj hijerarhiji imaju društvene životinje. Negdje je u pitanju dominantni mužjak, negdje dominantna ženka, a kod nekih životinja kao što su vukovi postoji dominantni par.
Čimpanze pokazuju podređenost dominantnome ritualnim gestima kao što je poklanjanje, puštanje dominantnog da prvi prolazi ili sklanjanje u stranu kada dominantni izaziva. Psi također pokazuju podređenost dominantnom paru u čoporu, dozvoljavajući im da prvi jedu i oni su jedini par koji se pari (ili barem uspješno izvedu mlade do zrelosti).
Status dominantnih se najčešće dobiva fizičkom superiornošću.